# Delphine Djiraibe
Delphine Djiraibe (Koumra, 1 de diciembre de 1960) es una abogada chadiana, cofundadora y exdirectora de la Asociación Chadiana para la Promoción y Defensa de los Derechos Humanos y coordinadora del Comité de Paz y Reconciliación. BBC News la describió como "una de las abogadas de derechos humanos más prominentes de Chad". En 2004, recibió el Premio Robert F. Kennedy de Derechos Humanos por su trabajo.

## Trayectoria
Se licenció en Derecho en la Universidad Marien Ngouabi en 1989 en Moundou. En los últimos años de la dictadura de Hissène Habré, estudió Derecho en la República del Congo. Después de que Habré fuera derrocado en una rebelión por Idriss Déby en 1990, Djiraibe regresó al Chad y fue testigo de la hambruna y la pobreza generalizadas entre la población. Esta situación la impulsó a convertirse en activista de los derechos humanos, y fundó la Asociación Chadiana para la Promoción y Defensa de los Derechos Humanos.
Completó sus estudios en Derecho (LLM) en la Facultad de Derecho de la American University Washington, donde se especializó en derechos humanos internacionales y derecho ambiental.

Su trabajo se centra particularmente en los ingresos del Proyecto de Desarrollo Petrolero y Oleoducto Chad-Camerún, financiado por el Banco Mundial. Djiraibe sostiene que los ingresos del oleoducto deberían utilizarse para apoyar el desarrollo local y no para el ejército chadiano, y que el proyecto del oleoducto empobreció aún más a las aldeas de su región:
"Sus tierras han sido tomadas para el proyecto petrolero. Reciben una compensación, pero sin preparación. El dinero que han recibido se ha gastado así y ahora se encuentran sin nada". 
También argumentó que los ingresos petroleros fueron un factor en la guerra civil de la nación, entre 2005 y 2010, calificándolos de "maldición". Según el Centro Robert F. Kennedy para la Justicia y los Derechos Humanos, el activismo de Djiraibe hizo que el gobierno chadiano iniciara una campaña de desprestigio contra ella. En 2008, durante la represión generalizada de Deby contra sus oponentes políticos, se inició una campaña para garantizar a Djiraibe el paso seguro fuera del Chad. Finalmente se le permitió viajar a París.
Fue crítica con la Organización para la Unidad Africana, tildándola de "irrelevante" y "un club privado para amigos". Apoyó el juicio del expresidente Habré en 2005, afirmando que el caso demostró "que África también puede desempeñar un papel en la lucha por los derechos humanos y puede luchar en su propio suelo".
En 2006 creó el primer centro de derecho de interés público (PILC) en el Chad, el Comité de Seguimiento de la Iniciativa de Paz y Reconciliación que Djiraibe coordina a nivel nacional. Se dedica a asesorar jurídicamente y ser representante ante los tribunales de clientes y asociaciones, además de promover el comité y recaudar fondos para sostenerlo.
Años después, PILC se convirtió en un recurso esencial en la vida de las mujeres chadianas y sus problemas relativos a la custodia de menores, manutenciones, violencia de género, violaciones, etc. Además ofrecen formación a las mujeres de las comunidades locales para que conozcan sus derechos. Precisamente, en 2019, dentro de la iniciativa Spotlight de la ONU, para eliminar la violencia contra las mujeres y las niñas, PILC recibió el apoyo económico para llevar a cabo el proyecto de "Violencia contra las mujeres y las niñas en el Chad: prevención y atención".
En 2020 y como consecuencia de la pandemia del COVID-19, Djiraibe denunció cómo se está dejando de prestar ayuda en atención a las mujeres víctimas de violencia, al desviarse los sistemas de apoyo y recursos a la crisis sanitaria. Para solventar estas carencias, desde PILC se organizaron para adaptarse utilizando todas las tecnologías a su alcance y sobre todo la radio y la atención telefónica de 24 horas, para seguir con su labor de información, sensibilización, asistencia jurídica y asesoramiento sobre las medidas de protección para las mujeres supervivientes y en riesgo de sufrir violencia. No obstante, la pandemia impidió actuaciones fundamentales, como por ejemplo las visitas a las comunidades.

## Reconocimientos
En 2004, el Centro Robert F. Kennedy Human Rights le otorgó el Premio Robert F. Kennedy de Derechos Humanos, que se concede a quienes consideran personas valientes e innovadoras que luchan por la justicia social. Elogiaron los incansables esfuerzos de Djiraibe en la promoción de los derechos humanos del pueblo chadiano, a menudo con grandes riesgos personales para ella y su familia.
Cuatro años después, la revista Jeune Afrique la nombró entre las 100 defensoras más importantes del cambio en África, escribiendo: "Esta abogada e incansable luchadora por los derechos humanos tiene la obstinación de quienes predican en el desierto. En 2009, ¿será escuchada?".
En 2014, el embajador de Francia en Chad le concedió la Orden Nacional del Mérito francés en el rango de oficial.